# Biocapacité
La biocapacité, capacité biologique, d’une zone biologiquement productive (appelée aussi zone bioproductive) donnée désigne sa capacité à produire une offre continue en ressources renouvelables et à absorber les déchets découlant de leur consommation, notamment la séquestration du dioxyde de carbone.
La biocapacité est mesurée en hectares globaux (hag, ou gha en anglais), comme l'empreinte écologique.

## Composantes de la biocapacité
Les composantes de la biocapacité sont les suivantes :
- les terres cultivées ;
- les pâturages ;
- les forêts ;
- les zones de pêche ;
- les terrains bâtis.

## Hectare global
L'hectare global (hag) (gha, pour global hectare en anglais) est une surface pondérée au niveau de la productivité et qui permet de rendre compte à la fois de la biocapacité de la Terre et des besoins en biocapacité (= l'empreinte écologique). L'hectare global est l'unité de mesure de l'empreinte écologique, de la biocapacité et du déficit ou excédent écologique.

## Biocapacité et empreinte écologique

### Déficit ou excédent écologique
Si l'empreinte écologique (demande) d'une zone dépasse sa biocapacité (offre), cette zone est en déficit écologique et n'est pas utilisée de manière durable. C'est le cas de la France et de la plupart des pays développés (à l'exception des pays fortement boisés : Canada, Russie, Norvège, Brésil).
Si l'empreinte écologique d'une zone est inférieure à sa biocapacité, cette zone est en excédent écologique.
La biocapacité est un élément essentiel à la compréhension et la gestion de notre planète avec sagesse face à l'interdépendance croissante des problèmes mondiaux en matière d'environnement, de population et de développement économique,. La recherche dans le domaine de l'économie écologique s'appuie notamment sur la notion de biocapacité afin d'assurer la durabilité des systèmes économiques écologiques qui dépendent de notre capacité à faire en sorte que les objectifs et les incitations locaux et à court terme (comme la croissance économique locale et les intérêts privés) soient compatibles avec les objectifs mondiaux et à long terme .

### Situation actuelle et évolution
C'est dans les années 1980 que l'empreinte écologique de l'humanité a dépassé la biocapacité de la Terre. Le même constat a été établi en 2009 lorsque des scientifiques ont divisé le système planétaire en 9 seuils planétaires qui, si franchis, pourraient générer des changements environnementaux irréversibles et dévastateurs : le changement climatique, le taux de perte de biodiversité (terrestre et marine), l'interférence avec les cycles de l'azote et du phosphore, l'appauvrissement de l'ozone stratosphérique, l'acidification des océans, l'utilisation mondiale de l'eau douce, le changement d'affectation des terres, la pollution chimique et la charge atmosphérique en aérosols . Trois de ces seuils ont déjà été franchis (le changement climatique, le taux de perte de biodiversité (terrestre et marine) et l'interférence avec le cycle de l'azote) et deux autres sont dangereusement proche de les franchir (l'acidification des océans et l'interférence avec le cycle du phosphore).
Les progrès techniques (intrants agricoles, irrigation...) depuis les années 1960 ont contribué à augmenter la capacité agricole par l'accroissement des rendements moyens par hectare des cultures, portant ainsi la biocapacité totale de la planète de 9,9 à 12 milliards d’hectares globaux (hag) entre 1961 et 2010. Mais la population humaine mondiale étant passée de 3,1 à près de 7 milliards d’habitants durant la même période, la biocapacité disponible par tête a été ramenée de 3,2 à 1,7 hag.
En 2007, l'empreinte écologique de l'humanité atteignait 18 milliards d'hag, soit 2,7 hag (hectares globaux) par personne, alors que la biocapacité de la Terre n'était que de 11,9 milliards d'hag, ou 1,8 hag par personne, soit une surexploitation écologique de 50 %. Il faudrait donc un an et demi pour régénérer les ressources consommées par l'homme en 2007 et absorber le CO2 produit.
En 2008, on estime que 83 % de la population mondiale vit dans des pays où les habitants demandent plus que ce que leurs écosystèmes ne peuvent renouveler.
En 2015, l'organisation Global Footprint Network (GFN) indique que 123 pays ont un déficit écologique, notamment le Moyen-Orient et l'Afrique du Nord, l'Europe à l'exception des pays du Nord, les États-Unis, les pays très peuplés (Chine, Inde, Nigeria, Japon, Afrique du Sud...).

## Biocapacité par grandes régions du monde
Le tableau suivant résume la biocapacité par région en 2007, en hag/personne :
| Région                      | Cultures | Pâturages | Forêts | Pêche | Terrains bâtis | Ensemble |
| --------------------------- | -------- | --------- | ------ | ----- | -------------- | -------- |
| Monde                       | 0,59     | 0,23      | 0,74   | 0,16  | 0,06           | 1,8      |
| Afrique                     | 0,44     | 0,41      | 0,45   | 0,11  | 0,06           | 1,5      |
| Asie                        | 0,43     | 0,07      | 0,15   | 0,09  | 0,07           | 0,8      |
| Europe                      | 0,87     | 0,18      | 1,46   | 0,25  | 0,12           | 2,5      |
| Amérique latine et Caraïbes | 0,82     | 0,82      | 3,45   | 0,30  | 0,08           | 5,5      |
| USA et Canada               | 1,68     | 0,25      | 2,21   | 0,72  | 0,07           | 4,9      |
| Océanie                     | 1,22     | 4,32      | 2,81   | 2,72  | 0,06           | 11,1     |

Pour des données plus récentes, voir data.footprintnetwork.org.

## Applications

### Comment réduire un déficit écologique
Pour réduire le déficit écologique d'une zone, il faut :
- réduire l'empreinte écologique de la zone en agissant sur l'empreinte environnementale des organisations ou des produits dans cette zone ;
- augmenter la biocapacité de la zone, en accroissant la capacité agricole et la capacité forestière (lutter contre la déforestation).

### Analyse de quelques régions en réduction de biocapacité
La biocapacité par personne d'un pays diminue dans le cas où il y a une croissance démographique, toutes choses égales d'ailleurs.
La biocapacité diminue aussi en cas de déforestation, qui se produit dans plusieurs régions de la planète. C'est le cas par exemple des pays suivants, même si la déforestation n'est responsable que d'une partie de la diminution de la biocapacité par personne :
- le Brésil, en raison de la déforestation de la forêt amazonienne[14] ;
- l'Indonésie, en raison de la déforestation du pays due à l'exploitation de l'huile de palme[15] ;
- le Congo, en raison de la déforestation du bassin du Congo[16].